# 鮫站
鮫站（日语：／ Same eki */?）是位於青森縣八戶市大字鮫町，屬於東日本旅客鐵道（JR東日本）的八戶線車站。

## 歷史
- 1924年（大正13年）11月10日：八戶線 本八戶至種市之間開通，此站啟用[1]。
- 1929年（昭和4年）1月6日：站內商店起火，使車站燒毀，起火原因不明[2]。
- 1968年（昭和43年）10月：開設行走於此站與東京市場站之間的貨運列車，東鱗1號開始收貨[3]。
- 1984年（昭和59年）2月1日：結束車載貨物起卸業務。
- 1985年（昭和60年）3月14日：結束行李起卸起卸業務。
- 1987年（昭和62年）4月1日：伴隨國鐵分割民營化，車站由東日本旅客鐵道（JR東日本）營運[4]。
- 2005年（平成17年）12月10日：隨著八戶線CTC化，廢除站長、助理。此站由本八戶站管理（設置在勤站員）。
- 2006年（平成18年）5月11日：Kiosk結業。
- 2009年（平成21年）4月1日：成為業務委託車站。
- 2015年（平成27年）12月1日：隨著本八戶站成為業務委託車站，廢除本八戶站站長、助理，此站由八戶站長管理。

## 車站構造

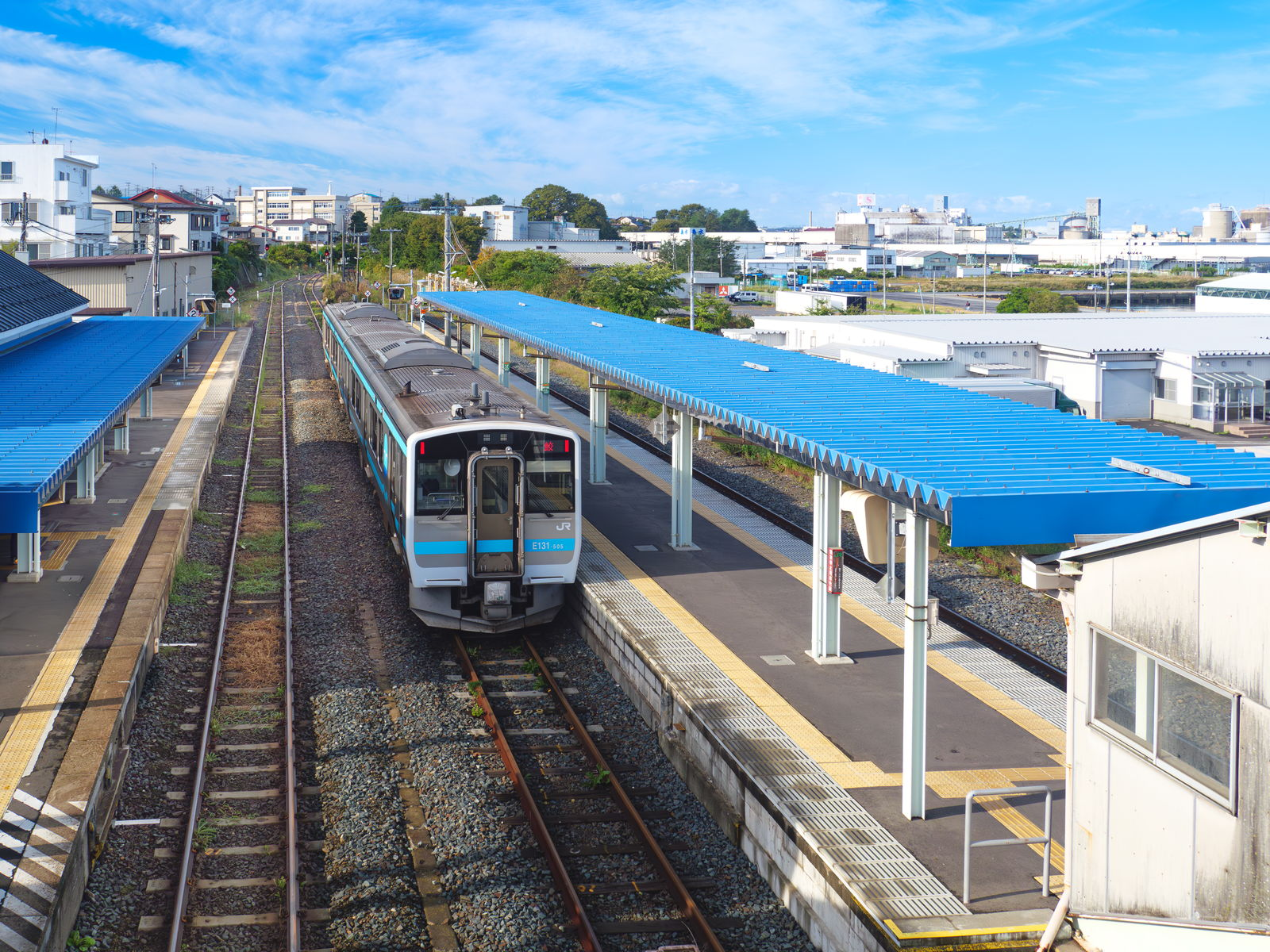
月台（2024年9月）

此站是地面車站，設有1面1線的單式月台和1面2線的島式月台，共有2面3線的月台。各月台之間透過跨線橋連接。此站位於八戶市區邊緣，來自八戶站的列車多數使用此站的2號月台折返。
此站是由八戶站管理的業務委託車站，並委托JR東日本東北綜合服務負責車站業務，早上和晚上沒有車站職員當值。站房位於單式月台旁，其內部設有綠色窗口和1台自動售票機。此站也設有車站紀念章。

### 月台
| 月台 | 路線    | 上下行 | 方向     |
| ---- | ------- | ------ | -------- |
| 1、2 | ■八戶線 | 上行   | 八戶方向 |
| 3    | ■八戶線 | 下行   | 久慈方向 |

參考

## 使用狀況
根據「JR東日本」，2019年度（令和元年度）1日平均乘車人次為283人。
| 乘車人次變化       | 乘車人次變化     | 乘車人次變化    |
| 年度               | 1日平均 乘車人次 | 參考資料        |
| ------------------ | ---------------- | --------------- |
| 2000年（平成12年） | 727              | [ 利用客数 2 ]  |
| 2001年（平成13年） | 691              | [ 利用客数 3 ]  |
| 2002年（平成14年） | 727              | [ 利用客数 4 ]  |
| 2003年（平成15年） | 677              | [ 利用客数 5 ]  |
| 2004年（平成16年） | 642              | [ 利用客数 6 ]  |
| 2005年（平成17年） | 563              | [ 利用客数 7 ]  |
| 2006年（平成18年） | 543              | [ 利用客数 8 ]  |
| 2007年（平成19年） | 515              | [ 利用客数 9 ]  |
| 2008年（平成20年） | 521              | [ 利用客数 10 ] |
| 2009年（平成21年） | 509              | [ 利用客数 11 ] |
| 2010年（平成22年） | 510              | [ 利用客数 12 ] |
| 2011年（平成23年） | 沒有公布         |                 |
| 2012年（平成24年） | 372              | [ 利用客数 13 ] |
| 2013年（平成25年） | 340              | [ 利用客数 14 ] |
| 2014年（平成26年） | 328              | [ 利用客数 15 ] |
| 2015年（平成27年） | 331              | [ 利用客数 16 ] |
| 2016年（平成28年） | 327              | [ 利用客数 17 ] |
| 2017年（平成29年） | 311              | [ 利用客数 18 ] |
| 2018年（平成30年） | 288              | [ 利用客数 19 ] |
| 2019年（令和元年） | 283              | [ 利用客数 1 ]  |

## 車站周邊

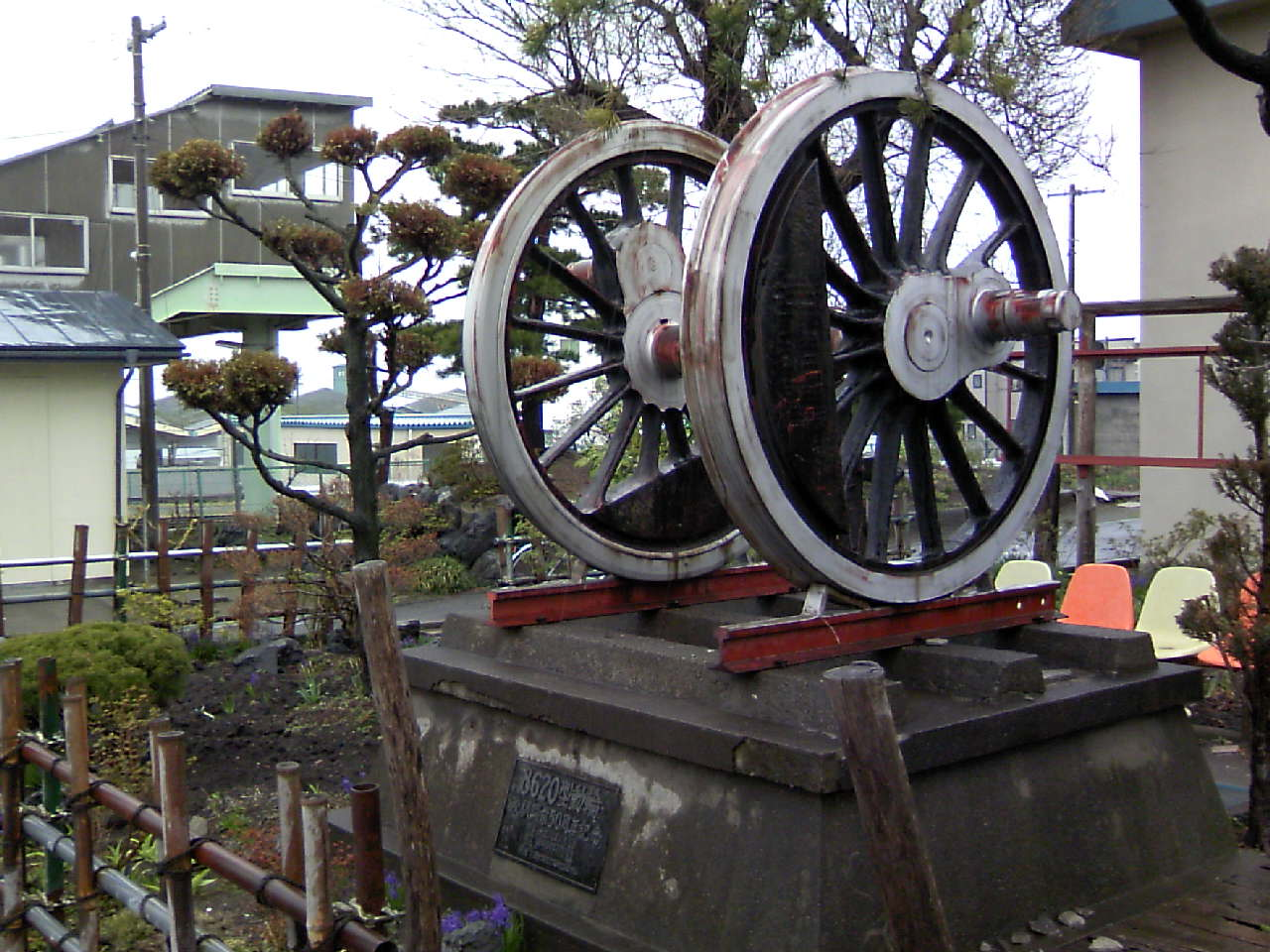
車站啟用50周年紀念 8620形車輪

站前設有以車站名稱鯊魚（日语：／）的紀念碑。另外站前設有車輪，這是為了「鮫站啟用50周年」紀念，於1974年11月10日設置。實施上8620形蒸氣機車曾經在八戶線上行走。
- 八戶警署（日语：八戸警察署）鮫駐在所
- 八戶鮫郵局
- 青森信用金庫（日语：青い森信用金庫）鮫分店（舊・八戶信金（日语：八戸信用金庫）店）
- 八戶港觀光遊覽船乘船處
- 鮫漁港
- 青森縣立八戶水産高等學校（日语：青森県立八戸水産高等学校）
- 種差海岸階上山縣立自然公園
  - 蕪島（日语：蕪島）
- 八戶市立鮫小學
- 八戶市立鮫中學
- 八戶市營巴士（日语：八戸市営バス）「鮫」、「鮫小學通」巴士站

## 相鄰車站
東日本旅客鐵道（JR東日本）
■八戶線
白銀－鮫－*（臨）PlayPia白濱－陸奧白濱
*刪除線為廢站

## 注腳

### 使用狀況
1. 1 2  . 東日本旅客鐵道.   [2019-07-16]. （原始内容存档于2020-07-14） （日语）.
2. ↑  . 東日本旅客鐵道.   [2018-03-05]. （原始内容存档于2019-04-02） （日语）.
3. ↑  . 東日本旅客鐵道.   [2018-03-05]. （原始内容存档于2019-02-22） （日语）.
4. ↑  . 東日本旅客鐵道.   [2018-03-05]. （原始内容存档于2019-04-02） （日语）.
5. ↑  . 東日本旅客鐵道.   [2018-03-05]. （原始内容存档于2019-03-27） （日语）.
6. ↑  . 東日本旅客鐵道.   [2018-03-05]. （原始内容存档于2019-02-23） （日语）.
7. ↑  . 東日本旅客鐵道.   [2018-03-05]. （原始内容存档于2019-04-02） （日语）.
8. ↑  . 東日本旅客鐵道.   [2018-03-05]. （原始内容存档于2019-04-02） （日语）.
9. ↑  . 東日本旅客鐵道.   [2018-03-05]. （原始内容存档于2019-04-02） （日语）.
10. ↑  . 東日本旅客鐵道.   [2018-03-05]. （原始内容存档于2019-02-22） （日语）.
11. ↑  . 東日本旅客鐵道.   [2018-03-05]. （原始内容存档于2019-04-02） （日语）.
12. ↑  . 東日本旅客鐵道.   [2018-03-05]. （原始内容存档于2019-04-02） （日语）.
13. ↑  . 東日本旅客鐵道.   [2018-03-05]. （原始内容存档于2019-04-02） （日语）.
14. ↑  . 東日本旅客鐵道.   [2018-03-05]. （原始内容存档于2019-03-06） （日语）.
15. ↑  . 東日本旅客鐵道.   [2018-03-05]. （原始内容存档于2019-04-02） （日语）.
16. ↑  . 東日本旅客鐵道.   [2018-03-05]. （原始内容存档于2019-03-23） （日语）.
17. ↑  . 東日本旅客鐵道.   [2018-07-07]. （原始内容存档于2019-03-27） （日语）.
18. ↑  . 東日本旅客鐵道.   [2019-07-06]. （原始内容存档于2019-03-25） （日语）.
19. ↑  . 東日本旅客鐵道.   [2019-07-06]. （原始内容存档于2019-07-05） （日语）.

## 外部連結
- 車站資訊（鮫）：東日本旅客鐵道（日語）